# معركة كتم
معركة كتم هي صراع خلال الحرب في السودان التي وقعت في مدينة كتم وما حولها في شمال دارفور .  وسيطرت قوات الدعم السريع على المدينة، وارتكبت مجازر فيها وفي مخيم كسب للنازحين المجاور لها. ثم هاجمت القرى المجاورة في أوائل حزيران. 

## خلفية
كتم هي مدينة في ولاية شمال دارفور ، يسكنها شعب الفور غير العربي، مع أقليات من مجموعات التنجر والبرتي غير العربية.  وهي موجودة على طريق تستخدمه بكثرة القبائل العربية البدوية، ونتيجة لذلك، فإن العديد من القرى المحيطة بكتم مأهولة بالمجموعات العربية.
طوال فترة الحرب في دارفور، كانت كتم معقلًا للنشاط المناهض للبشير، وكانت مسرحًا لعدة معارك بين مختلف الجماعات المتمردة، بما في ذلك جيش تحرير السودان وجبهة الخلاص الوطني ، ضد الجنجويد والقوات المسلحة السودانية.  كما هاجم متمردو الجنجويد المدنيين غير العرب في كتم طوال الحرب.  وفي أواخر عام 2010، أصبحت هذه الهجمات متفرقة، وكانت قد حدثت ضد المدنيين في وسط كتم. 
عاد العديد من اللاجئين إلى كتم عام 2018، حيث كانت الهجمات تتراجع في تلك المنطقة.  وبعد انتهاء الحرب في دارفور عام 2020، استمرت هجمات المسلحين في كتم وما حولها.  يعيش العديد من اللاجئين في كتم في مخيم كسب للاجئين ، شمال المدينة.  

### الحرب في السودان (2023)
وعقب الثورة السودانية، عُيّن نمير محمد عبد الرحمن والياً، وأقيل محمد حسن عربي .  وفي الخرطوم، انضم العديد من الجنجويد إلى قوات الدعم السريع بقيادة حميدتي ، وهي قوة شبه عسكرية تابعة للجيش السوداني تأسست عام 2013. وتمت الإطاحة بزعيم الإدارة المدنية عبد الله حمدوك في عام 2021 على يد عبد الفتاح البرهان ، القائد العسكري الانتقالي، بمساعدة قوات الدعم السريع. ومع ذلك، بحلول أوائل عام 2023، تصاعدت التوترات بين حميدتي والبرهان بشأن دمج قوات الدعم السريع في الجيش السوداني، لأن هذا التكامل من شأنه أن يقلل بشكل كبير من استقلال قوات الدعم السريع.  وصلت هذه التوترات إلى ذروتها في 15 نيسان، عندما هاجم جنود قوات الدعم السريع مواقع القوات المسلحة السودانية في الخرطوم ومروي .
وفي 17 آذار، هدد حميدتي بتفكيك مخيمات النازحين في جميع أنحاء السودان، بما في ذلك تلك الموجودة في كتم. 

## معركة ومذبحة
لم تكن هناك هجمات معروفة في كتم في الأسبوع الذي اندلع فيه القتال في 15 نيسان، وكانت مدن أخرى في شمال دارفور، مثل الفاشر وكبكابية، تواجه هجمات من قوات الدعم السريع.  واستمر هذا السلام خلال شهر أيار، حتى مع صمود وقف إطلاق النار في الفاشر وتعزيز قوات الدعم السريع سيطرتها على كبكابية. 
بدأ القتال في كتم في 30 أيار بعد أن قتلت عصابة محلية ضابطاً في حرس الحدود في دارفور كان من أقارب مؤسس الجنجويد ومجرم الحرب موسى هلال.  ثم هاجمت قوات الدعم السريع وسط كتم، مما أدى إلى اشتباكات بين الجماعة والقوات المسلحة السودانية.  على الرغم من ادعاء الحكومة السودانية بأنها صدت هجومهم، ذكر السكان أن قوات الدعم السريع استولت على المدينة في 4 حزيران.  وأصدرت قوات الدعم السريع مقطع فيديو في اليوم التالي لمقاتلي قوات الدعم وهم يقومون بجولة في حامية اللواء 22 بالجيش السوداني ويظهرون جنودًا أسرى من القوات المسلحة السودانية. 
اندلعت الاشتباكات في كتم بتاريخ 30 أيار، وامتدت إلى مخيم كسب للاجئين في 4 حزيران  قُتل ما لا يقل عن 50 مدنياً في الهجمات على كسب، وأصيب عدد كبير.  وفي تلك الأثناء دُمِرَ سوق كتم، إلى جانب جزء كبير من كسب.  ووصف ميني ميناوي ، حاكم إقليم دارفور، كتم بأنها "منطقة منكوبة" في 5 حزيران.  وذكر السكان الذين تحدثوا إلى موقع ميدل إيست آي أن منفذي الهجمات على كسب هم من قوات الدعم السريع، وأنه تم إحراق المباني الرسمية في البلدة.  وقد فر العديد من السكان إلى الفاشر أو الهشابة ، والتان تبعدان عشرات الكيلومترات. 
وأصدر والي شمال دارفور نمير عبد الرحمن بيانا شجب فيه أعمال القتل.  في 7 حزيران، ذكرت وحدة مكافحة العنف ضد المرأة السودانية أن ما لا يقل عن 18 امرأة، بينهن مراهقات، تعرضن للاغتصاب على يد قوات الدعم السريع وحرس الحدود في دارفور بعد استيلائهم على المدينة.  بدأت الهجمات على القرى المحيطة بكتم في 9 حزيران، حيث تم إعدام عمدة بلدة فاروق محمدين بكتوم على يد مقاتلي قوات الدعم السريع بعد رفضه التخلي عن مفتاح سيارته.    وفي هجمات 8 و9 حزيران، قُتل ما لا يقل عن 35 شخصًا آخرين في هجمات قوات الدعم السريع.  وفي وقت لاحق، صرح المحافظ عبد الرحمن أن 5000 أسرة في كتم بحاجة إلى المساعدات الإنسانية.  وبحلول تموز، كان أكثر من 90% من سكان كتم قد فروا. 

## ما بعد الكارثة
وبحلول تموز، فرضت قوات الدعم رسومًا على من تبقى من سكان كتم مقابل الحماية من العصابات والهجمات الانتقامية. كما تم فرض الضرائب على التجار على طول طريق كتم-الفاشر. وما زال الهجوم مستمراً على السكان الباقون في القرى المجاورة، إضاقةً إلى المذابح وعمليات الاغتصاب. 